# Episodi de La signora del West (quarta stagione)
La quarta stagione della serie televisiva statunitense La signora del West è stata trasmessa negli Stati Uniti dal settembre 1995 al maggio 1996 su CBS.
| nº | Titolo originale             | Titolo italiano                    | Prima TV USA      | Prima TV Italia |
| -- | ---------------------------- | ---------------------------------- | ----------------- | --------------- |
| 1  | A New Life                   | Una nuova vita                     | 23 settembre 1995 |                 |
| 2  | Traveling All-Stars          | Gioco di squadra                   | 30 settembre 1995 |                 |
| 3  | Mothers and Daughters        | Madri e figlie                     | 7 ottobre 1995    |                 |
| 4  | Brother's Keeper             | La colpa                           | 14 ottobre 1995   |                 |
| 5  | Halloween III                | Halloween III                      | 28 ottobre 1995   |                 |
| 6  | Dorothy's Book               | Il libro di Dorothy                | 4 novembre 1995   |                 |
| 7  | Promises, Promises           | Promesse, promesse                 | 11 novembre 1995  |                 |
| 8  | The Expedition: Part 1       | La spedizione (prima parte)        | 18 novembre 1995  |                 |
| 9  | The Expedition: Part 2       | La spedizione (seconda parte)      | 18 novembre 1995  |                 |
| 10 | One touch of Nature          | La natura e i suoi tempi           | 25 novembre 1995  |                 |
| 11 | Hell on Wheels               | Nell'inferno                       | 9 dicembre 1995   |                 |
| 12 | Fifi's First Christmas       | Un dono speciale                   | 16 dicembre 1995  |                 |
| 13 | Change of Heart              | Un posto nel cuore                 | 6 gennaio 1996    |                 |
| 14 | Tin Star                     | Stella di latta                    | 13 gennaio 1996   |                 |
| 15 | If you love someone...       | Quando si ama                      | 20 gennaio 1996   |                 |
| 16 | The Iceman Cometh            | Cattive intenzioni                 | 27 gennaio 1996   |                 |
| 17 | Dead or alive: Part 1        | Vivo o morto (prima parte)         | 3 febbraio 1996   |                 |
| 18 | Dead or alive: Part 2        | Vivo o morto (seconda parte)       | 10 febbraio 1996  |                 |
| 19 | Deal with the Devil          | Patto col diavolo                  | 17 febbraio 1996  |                 |
| 20 | Eye for an eye               | Occhio per occhio                  | 24 febbraio 1996  |                 |
| 21 | Hearts and Minds             | Cuore e cervello                   | 9 marzo 1996      |                 |
| 22 | Reunion                      | La visita                          | 23 marzo 1996     |                 |
| 23 | Woman of the year            | La donna dell'anno                 | 6 aprile 1996     |                 |
| 24 | Last Chance                  | L'ultima chance                    | 13 aprile 1996    |                 |
| 25 | Fear itself                  | Paura!                             | 27 aprile 1996    |                 |
| 26 | One Nation                   | Un solo popolo                     | 4 maggio 1996     |                 |
| 27 | When a Child Is Born: Part 1 | Un bimbo in arrivo (prima parte)   | 11 maggio 1996    |                 |
| 28 | When a Child Is Born: Part 2 | Un bimbo in arrivo (seconda parte) | 18 maggio 1996    |                 |

## Una nuova vita
- Titolo originale: A new life
- Diretto da: Jerry London
- Scritto da: Carl Binder

### Trama
Sully e Michaela tornano dal viaggio di nozze pronti ad affrontare la loro nuova vita insieme. Insieme a loro scende dal treno un banchiere, Preston A. Lodge III. Mentre il Dr. Mike ha difficoltà ad adattarsi al fatto che Sully continui spesso ad assentarsi per molte ore come prima, Sully cerca di convincere Nube che Corre, ancora ricercato, a trasferirsi presso la nuova riserva di Palmer Creek. All'inizio l'amico rifiuta, ma quando capisce che per lui sarebbe la cosa migliore per mantenere vive le tradizioni degli Cheyenne, si trasferisce nella riserva. Lì inizialmente deve affrontare alcune difficoltà, dato che membri di tribù rivali vivono a stretto contatto; poi però la situazione si calma e Nube che corre capisce che la cosa riserva anche dei lati positivi. Preston inizia a far sognare i cittadini di Colorado Springs offrendo prestiti per i loro acquisti, con interessi di restituzione piuttosto alti. Anche Horace chiede un prestito per comprare una nuova carrozza, ma quando la usa per la prima volta fa un incidente perché va troppo veloce e la distrugge. Michaela tenta di intercedere con Preston per l'amico, senza riuscirci. Anche Ingrid, sperando di fare nuove riparazioni alla vecchia casetta, chiede un prestito a Preston, ma Matthew restituisce tutto il denaro, immediatamente, con gli interessi. Comprato un appezzamento di terra, Preston cerca di comprare l'aiuto di Sully per costruire la sua nuova casa in modo simile a quella che lui ha costruito per la sua famiglia, ma Sully ovviamente rifiuta. Sullo stesso terreno c'è "l'albero degli innamorati", che tutti i cittadini adorano e presso il quale tutti, prima o poi, hanno passato dei bei momenti. Quando Michaela e gli altri cittadini cercano di impedire a Preston l'abbattimento dell'albero, Matthew viene ferito a una gamba con un'ascia; tuttavia questo non influenza minimamente la decisione del banchiere, che abbatte comunque l'albero. A fine episodio, Nube che corre va a fare visita a Matthew e suona il flauto con Brian, che sente ancora molto la mancanza del suo amico Non teme nemici, morto durante la strage sul fiume Washita.

## Gioco di squadra
- Titolo originale: Traveling All-Stars
- Diretto da: Alan J. Levi
- Scritto da: Josef Anderson, Carl Binder, Sara Davidson, Toni Graphia, Toni Perling

### Trama
A Colorado Springs si deve decidere come investire i soldi risparmiati nella cassa comune; Loren suggerisce di usarli per invitare la squadra di baseball delle star americane e organizzare così una partita che potrebbe fare guadagnare il doppio in visitatori paganti. Jake organizza una squadra fra i cittadini di Colorado Springs e all'inizio si creano dei dissapori perché vengono escluse le donne e i ruoli vengono scelti solo da lui. Più tardi, per favorire il gioco, viene invitato Preston a organizzare la squadra, dato che giocava a baseball all'università. Nonostante Sully, il miglior giocatore, rimanga fuori dal gruppo perché non vuole giocare, la squadra viene allenata bene ed è pronta per giocare la sua partita. I cittadini di Colorado Springs perdono, ma l'incasso è addirittura di 400 dollari. Michaela e gli altri, però, non sanno che l'incasso viene diviso a metà dai professionisti della squadra americana solo in caso di superamento di 500 dollari. Convinta che abbiano imbrogliato, Michaela propone una seconda partita e che l'incasso vada completamente alla squadra vincente. Il capitano, Otis James, accetta. Michaela cerca di creare una squadra che coinvolga tutti, ma i giocatori della partita precedente non sembrano interessati a mettersi di nuovo in gioco. Quando vedono i problemi di Michaela, però, Sully e Matthew iniziano a giocare; notando la loro bravura, anche gli Jake, Horace, il Reverendo, Robert E. e gli altri tornano in squadra. Le cose sono organizzate bene e Michaela studia il manuale del gioco per fare da allenatrice e giocatrice. Nonostante Colorado Springs sembri non avere possibilità contro i campioni, grazie alla bravura di Sully come battitore e all'impegno dei giocatori, gli abitanti di Colorado Springs riescono a vincere correttamente.

## Madri e figlie
- Titolo originale: Mothers and daughters
- Diretto da: Bobby Roth
- Scritto da: Sara Davidson

### Trama
Sully e Michaela sono molto presi da loro stessi, proprio perché sono sposi novelli. I due passano molto tempo insieme sia di giorno che di notte, e trascurano Brian e Colleen. La ragazza, dal canto suo, sta passando il periodo adolescenziale e inizia a comportarsi da sciocca con i suoi amici. Mentre riacquistare il favore di Brian è facile, recuperare il rapporto con Colleen sembra più difficile. Michaela si trova addirittura a leggere il diario della figlia per scoprire cosa le stia succedendo. Così scopre, fra le altre cose, che si terranno delle corse con i carri molto pericolose. Nonostante la ragazza sappia del pericolo, ci va lo stesso e uno dei suoi amici rimane ferito. Michaela capisce il malcontento di Colleen e la perdona per il gesto stupido, rivelandole anche di avere letto il suo diario e chiedendo il suo perdono. Le due si chiariscono e fanno pace.

## La colpa
- Titolo originale: Brother's Keeper
- Diretto da: Jerry London
- Scritto da: Burt Prelutsky, Kathryn Ford (teleplay)

### Trama
Matthew è molto impegnato con Ingrid, dato che il loro matrimonio finalmente si avvicina; quando il ragazzo si rifiuta di andare a pesca con Brian, il bambino va a giocare nei boschi con il suo cane lupo Pup, che viene morso da un procione che potrebbe avere la rabbia. La famiglia mette in quarantena in cane, con grande tristezza di Brian che dorme nel fienile con lui. Nonostante Pup sia chiuso in un recinto, Brian è convinto che stia bene. Ingrid gli fa visita e lo vuole aiutare a cambiare il secchio con l'acqua per il cane, ma Pup, che inizia a manifestare segni di rabbia, morde la ragazza e scappa.
Michaela decide di operare subito ingrid e asportarle parte della carne del braccio per darle una speranza di salvezza, dato che il veleno della rabbia entra in circolo velocemente. Dopo l'intervento, per qualche giorno Ingrid sembra stare bene, ma dopo un po' anche lei inizia a manifestare la malattia, dapprima con febbre, poi con attacchi di ira e follia, durante i quali non riconosce più nessuno. Michaela spiega a Matthew che non può salvarla e che Ingrid è destinata a morire. Il ragazzo la invita a sposarlo sul letto di morte, per poi dirle addio. Durante il funerale, Matthew reagisce male alle attenzioni di Brian, incolpandolo nuovamente della morte di Ingrid. Il bambino, sconvolto e pieno di sensi di colpa, fugge nel bosco il giorno dopo per cercare Pup e ucciderlo col fucile. Sully e Matthew lo vanno a cercare, preoccupati per lui. Brian trova Pup, ma non ha il coraggio di ucciderlo; anche Matthew, preso il fucile al fratello, non trova il coraggio di sparare al cane. Sarà Sully a farlo, mentre i due fratelli si abbracciano e piangono insieme.

## Halloween III
- Titolo originale: Halloween III
- Diretto da: Jerry London
- Scritto da: Philip Gerson

### Trama
Halloween si avvicina e i compagni di scuola più grandi di Brian gli raccontano la storia di una fantasma che ad Halloween va in cerca dei bambini di dieci anni per ucciderli. Brian non sa come affrontare le sue paure, e dapprima passa delle notti insonni e accende anche la luce per non rimanere solo al buio. Quando rivela la cosa al signor Bray, lui e Grace lo aiutano a costruire un talismano che possa proteggerlo. Intanto Sully si dimostra poco interessato ai costumi per la festa di Halloween, e Michaela si sente trascurata da lui, trovandosi convinta che si senta un po' soffocato a vivere con loro. I due si trovano anche in disaccordo quando il Dr. Mike scopre che Brian vuole combattere le sue paure non in modo razionale, ma con un talismano. Prova a parlare al figlio, convincendolo che certe cose non esistono e che non ha bisogno di oggetti che lo proteggano, ma ottiene solo il risultato di impaurirlo ancora di più. Allora, per rimediare, prende a Brian un libro di storie di cavalieri e Sully lo aiuta a costruirsi una spada finta per proteggersi dai mostri che lo spaventano. La sera di Halloween, Sully sorprende Michaela presentandosi a casa sul carro trasformato in carrozza di Cenerentola e vestito come il principe azzurro. Durante la festa in paese, Brian sconfigge finalmente i suoi incubi grazie all'aiuto della sua spada e al suo coraggio.

## Il libro di Dorothy
- Titolo originale: Dorothy's Book
- Diretto da: Chuck Bowman
- Scritto da: Philip Gerson

### Trama
Dorothy ha finalmente pubblicato un libro autobiografico in cui racconta della sua vita a Colorado Springs e dei suoi amici. Tuttavia, nonostante altrove il romanzo sia un grande successo, in paese tutti gli amici rimangono delusi da come sono stati descritti: Loren perché è citato pochissimo, Jake perché si rivela di come non sapesse né leggere né scrivere, Horace perché si parla del passato di Myra, Grace perché rivela che non può avere figli. Anche Michaela è colpita in negativo, perché Dorothy ha inserito nel libro dei dettagli sulla loro amicizia che lei riteneva confidenze e non voleva fossero resi pubblici. Dorothy si trova sola contro tutti, solo Preston le fa molta pubblicità e invita diversi giornalisti a farle interviste e servizi fotografici. Col passare dei giorni, però, tutti si rendono conto che portare alla luce certe cose ha aiutato ognuno di loro a superare certe situazioni ancora in sospeso, o ad affrontare delle verità scomode più a viso aperto. Così alla fine anche Michaela fa pace con Dorothy e le chiede di autografarle il suo volume, confermandole che è la sua migliore amica.

## Promesse, promesse
- Titolo originale: Promises, promises
- Diretto da: Jerry Jameson
- Scritto da: Kathryn Ford

### Trama
Loren invita Dorothy a visitare una casa che vorrebbe comprare per lei e le chiede di nuovo di sposarlo; la donna, però, non sa cosa fare e si confida con Michaela. Quando capisce di dover rimanere sola per riflettere, la donna va a passare la notte dall'amica e lascia Loren solo all'emporio. Sully, invece, riceve una lettera dal suo vecchio amico Daniel, che gli chiede di andare per un mese da lui per aiutarlo con delle faccende lavorative da sbrigare. Lui non sa come dirlo a Michaela, che è molto impegnata e si ritrova ad affrontare un grave problema: Loren ha un'ischemia improvvisa e si ritrova momentaneamente inabile a muoversi o a parlare. Sully trova il coraggio di dire a Michaela che deve partire per un mese per mantenere una promessa fatta a Daniel anni prima, ma lei non accetta la cosa e si trova a litigare con lui duramente.
Quando Loren inizia a riprendersi, Dorothy gli promette di sposarlo e capisce che deve stargli vicino in questo momento così duro; Michaela non la capisce, perché sa che l'amica non aveva intenzione di sposarlo, ma Dorothy le spiega che si tratta di lealtà e gratitudine nei confronti di un uomo che l'ha accolta quando ne aveva più bisogno. È a questo punto che anche il Dr. Mike capisce che Sully deve partire e rispettare la promessa fatta a Daniel, e che non può essere lei a chiedergli di venire meno alla sua parola. Loren, intanto, inizia a stare meglio, ma sentendosi un mezzo invalido, rinuncia a sposare Dorothy e l'allontana da sé, lasciandola "libera". Il vecchio vorrebbe compiere il folle gesto di spararsi, ma viene interrotto da Michaela e Brian che vuole leggere al signor Bray un testo che ha scritto per lui. Quando Brian racconta la loro storia, ossia di un bambino che voleva avere un nonno, Loren si commuove e decide di continuare a vivere perché c'è chi ha ancora bisogno di lui.
Il giorno della partenza di Sully, vanno tutti a salutarlo quando deve prendere il treno e si presenta anche Loren, al quale chiede di vegliare su Brian in sua assenza, nel caso abbia bisogno di chiacchierare di cose da uomini.

## La spedizione (prima parte)
- Titolo originale: The Expedition: Part 1
- Diretto da: Chuck Bowman
- Scritto da: Sara Davidson, Andrew Lipsitz

### Trama
Il dr. Mike decide di festeggiare il suo compleanno scalando il Pikes Peak, per mantenere la promessa fatta a Sam di scalare il monte e arrivare alla cima. Nonostante un'iniziale ritrosia, Sully l'appoggia e l'aiuta a prepararsi al meglio. Per andare contro il maschilismo dei cittadini, convinti che le donne non possano compiere imprese simili da sole, anche Grace, Myra e Dorothy decidono di accompagnarla. Intanto Preston vorrebbe costruire un hotel casinò per accogliere turisti e far fiorire Colorado Springs, ma sa benissimo che la legge sul gioco d'azzardo non potrebbe essere cambiata se ci fosse Michaela durante il consiglio cittadino; così lui e Jake, d'accordo nel diventare soci, decidono di indire una seduta mentre Michaela è fuori città. Jake vorrebbe incaricare Preston di sedere al posto del Dr. Mike, ma Robert E. scopre che è il parente più prossimo a poter assumere la carica in assenza del titolare, dunque Sully. Nonostante ciò, la seduta del Consiglio si rivela un fallimento per lui: Preston convince anche Horace e il Reverendo ad appoggiare la mozione per la costruzione del casinò, convincendoli che il dieci per cento dei soldi guadagnati entrerà nelle casse del paese per opere utili alla comunità. In paese, un uomo tampina Robert E. chiedendogli se ha mai visto un uomo di colore che è ricercato per l'uccisione di un bianco.
Intanto la spedizione si rivela un fallimento: le donne sono stanche e Myra fa cadere in un torrente tutte le scorte di cibo; Dorothy ha un forte mal di testa e Grace è stanca. Le tre decidono di tornare in città, ma Michaela, accanita, vuole continuare la scalata, anche da sola. Durante il cammino, mentre si distrae per guardare un falco, però, Michaela cade in un dirupo e si rompe un braccio, trovandosi improvvisamente sola...

## La spedizione (seconda parte)
- Titolo originale: The Expedition: Part 2
- Diretto da: Chuck Bowman
- Scritto da: Sara Davidson, Andrew Lipsitz

### Trama
Grace, Myra e Dorothy si rendono conto che non possono sprecare l'opportunità di scalare la montagna, così ritornano sui loro passi. Sulla strada trovano Michaela, ancora in fondo al dirupo in cui è caduta, e la traggono in salvo. Intanto in città viene trovato l'uomo di colore ricercato per omicidio, e Robert E. si trova a confessare a Sully che anche lui, quando era scappato dal suo padrone, lo aveva ucciso per legittima difesa, ma non l'ha mai detto a Grace per paura della sua reazione. Michaela non può continuare la scalata per le ferite al ginocchio e al braccio, ma le tre amiche completano il viaggio e raggiungono la vetta. Questa gita offre a tutte le quattro donne la possibilità di superare i rispettivi limiti e di confessare, in primo luogo a loro stesse, delle importanti verità. In particolare, Myra ammette che essere solo madre e moglie non le basta più ed esprime il desiderio di realizzare se stessa, così che un giorno sua figlia possa essere orgogliosa di lei; Michaela, invece, ammette di desiderare un figlio e di essere preoccupata per non essere ancora rimasta incinta; Dorothy manifesta la voglia di tornare libera e andarsene da casa di Loren, ma non volerlo fare per rispetto. Quando le quattro amiche fanno ritorno a Colorado Springs, sono festeggiate dalla cittadinanza. Horace dice a Myra che non dovrà allontanarsi mai più, perché il suo posto è a casa, con la famiglia; invece Loren chiede a Dorothy di andarsene da casa sua. Robert E., invece, trova il coraggio per dire a Grace la verità.

## La natura e i suoi tempi
- Titolo originale: One touch of nature
- Diretto da: Alan J. Levi
- Scritto da: Melissa Rosenberg

### Trama
Michaela e Sully stanno provando ad avere un figlio. Il fatto che Michaela non sia più giovanissima, tuttavia, la induce in una certa misura a rassegnarsi alla possibilità di non riuscire ad averne. Invece Sully non vede l'ora di diventare padre e in tal senso è molto ottimista. Per molti giorni è proprio lui a spronare Michaela e il dottore a cercare di dissuaderlo dall'idea. Ma a seguito delle complicanze di un parto di una paziente del Dr. Mike, che perde il figlio appena nato, Sully rivive con angoscia la perdita della sua prima moglie Abigail e della bambina. A questo punto è lui che si convince che la sua famiglia sia già al completo, e il timore di perdere nuovamente la donna che ama lo fa desistere e allontanarsi da Michaela. Intanto, poiché è il primo Ringraziamento in cui Nube che corre è nella nuova riserva indiana, la cittadinanza decide di effettuare il pranzo della festa presso la riserva. Jake non vuole festeggiare insieme agli indiani e cerca di organizzare un pranzo alternativo con i suoi amici più cari. Ma Hank passerà la giornata insieme al figlio a Denver e Loren raggiungerà un cugino in un'altra città. Trovatosi da solo, Jake si ubriaca e inizia a vagare nel bosco, dove incontra Nube che corre. In un tentativo di rincorrerlo a cavallo, colpisce un ramo e cade. Feritosi alla testa, viene soccorso dall'indiano. Nube che corre gli spiega che lui non ha scelto di rimanere solo, mentre Jake si sta condannando alla solitudine. Tornati in città, Nube che corre scopre che Loren ha chiuso e quindi non riesce a comprare il tabacco per il rito in memoria degli indiani morti. Jake, dopo attenta riflessione, raggiunge gli amici alla riserva, dove porta anche del tabacco a Nube che corre per ringraziarlo dell'aiuto.
Nel frattempo arriva da Denver un medico ostetrico che visita Michaela. La donna raggiunge Sully e la sua famiglia alla riserva, annunciando di aspettare un bambino.

## Nell'inferno
- Titolo originale: Hell on Wheels
- Diretto da: Alan J. Levi
- Scritto da: Andrew Lipsitz

### Trama
Quando Matthew scompare lasciando solo un biglietto, Michaela e Sully si preoccupano e capiscono che non ha ancora superato la morte di Ingrid. La dottoressa viene chiamata in un campo dei lavori della ferrovia vicino a una miniera, dove è scoppiata un'epidemia di dissenteria. Tutta la famiglia si sposta con lei, e così anche Loren, che vede la possibilità di fare ingenti guadagni dalla vendita di prodotti vari. Dorothy gli affida anche dei suoi soldi da investire. Una volta al campo, Michaela e gli altri scoprono che anche Matthew si trova lì, e sta lavorando come barista. La sua mandria ora è di John, il fratello di Ingrid.
Matthew sembra non avere più voglia di continuare a vivere, tanto è il dolore per la perdita di Ingrid: quando il direttore dei lavori, il Signor Riggs, cerca volontari per lavorare con la nitroglicerina, Matthew si offre senza pensarci su. Sully cerca di dissuaderlo, perché la nitroglicerina è molto pericolosa anche se si è esperti. Anche il cinese Peter sta lavorando al campo, e insieme a Matthew si occupa di maneggiare la sostanza esplosiva per far saltare una parete di roccia. Peter è triste per la morte di alcuni lavoratori cinesi, dovuta proprio a uno scoppio provocato dalla nitroglicerina, così insieme a Brian e Colleen fabbrica delle lanterne per poi eseguire un rito e liberare gli spiriti dei compagni morti. Intanto Loren scopre che non riuscirà a vendere niente perché i lavoratori hanno già tutto il materiale che occorre; in più perde i soldi di Dorothy a una scommessa. Sully e Matthew discutono animatamente e arrivano alle mani, ma il ragazzo decide di andare a fondo con la sua impresa: lui e Peter si calano lungo la parete e piazzano la nitroglicerina, ma rimangono bloccati con la corda. Matthew è come incantato e non vorrebbe risalire, ma Peter cerca di liberarsi. Matt si schioda solo quando, dall'altra parte della parete, scopre che Brian sta rischiando di cadere nel precipizio perché è andato a vedere come se la sarebbe cavata suo fratello. Ritrovata la forza, Matthew e Peter si liberano e risalgono poco prima che la nitroglicerina esploda. Più tardi il ragazzo si sfoga con Michaela e Sully e finalmente fa capire loro quanto soffra per Ingrid. Loren, invece, riesce a vendere tutto il materiale a un uomo d'affari che deve partire, ma il ricavato deve renderlo a Dorothy per non dirle che ha perso i suoi soldi. A fine episodio, Matthew partecipa al rito di Peter e lascia andare sul fiume una lanterna per dire poi addio a Ingrid. Ora è pronto per tornare a casa.

## Un dono speciale
- Titolo originale: Fifi's First Christmas
- Diretto da: Jerry Jameson
- Scritto da: Carl Binder

### Trama
Il Reverendo Johnson per festeggiare la notte di Natale, ha deciso di organizzare un presepe vivente, a cui prendono parte molti abitanti di Colorado Springs; la madre di Michaela, intanto, regala a Brian un barboncino di nome Fifi, che si rivela essere un po' pauroso e disordinato. Il banchiere Preston accusa degli attacchi che si riveleranno essere dei calcoli al rene, ma rifiuta di essere operato dal Dr. Mike e decide di farli passare senza interventi. Brian intanto conosce Sara, una bambina da poco arrivata che è rimasta senza padre. Il ragazzo sta crescendo e inizia a provare attrazione per Sara, che però è più grande di lui. Così chiede consigli alla famiglia per capire come corteggiare una ragazza. Il giovane cerca di assecondare i suoi gusti e di essere gentile, ma ben presto scopre che questa strada è costellata di parecchi ostacoli e persino di un altro pretendente, Kyle. Brian inizia ad andare a lezioni di piano con Sara, e i due vengono invitati a esibirsi la notte del presepe vivente. Quando la bambina non va a una lezione, però, Brian capisce che le è successo qualcosa e la va a cercare con Fifi. Sara e Kyle si sono persi nel bosco per cercare un abete da decorare per Natale; i due sono in pericolo e Sara sta per cadere da un dirupo, ma Brian li trova e salva la ragazza che per ringraziarlo lo bacia. Tornati tutti sani e salvi, a casa si tiene il presepe vivente con Brian e Sara che suonano insieme, un Matthew un po' giù di morale per il primo Natale senza Ingrid, e Sully e Michaela pronti a consolarlo, ma anche felici per l'arrivo del loro bambino ormai prossimo.

## Un posto nel cuore
- Titolo originale: Change of Heart
- Diretto da: James Keach
- Scritto da: Julie Henderson

### Trama
Al café di Grace arriva un ragazzo di nome Anthony che cerca di rubare una torta; quando lei e Robert E. si rendono conto che si tratta di un trovatello senza famiglia, decidono di tenerlo lì con loro. Sebbene Robert E. sia molto felice della presenza di Anthony, Grace è più fredda nei suoi confronti e non vuole che rimanga. Nei giorni a seguire, Anthony e Brian fanno amicizia, e il bambino scopre che il nuovo amico è affetto da una malattia che gli provocano strani attacchi che lo obbligano a rimane immobile.
I paesani, intanto, cercano di trovare una fidanzata a Matthew. Prima ci provano Loren e Dorothy, che lo fanno uscire con la figlia della vedova Brown, che tuttavia si rivela essere una logorroica senza speranza. Poi è il turno di Horace, che gli organizza un pomeriggio con sua cugina, una ragazza bruttina e molto timida. Matthew in realtà non si sente in grado di innamorarsi di nessuna ragazza e non vuole compagnia femminile. Tuttavia è Hank, convinto di sapere cosa può farlo felice, a colpire nel segno: gli manda in visita una ragazza dal saloon, Emma, per far trascorrere a Matthew un momento di svago. Lui ovviamente la rifiuta, ma i due riescono a chiacchierare e capiscono di intendersi.
Quando Grace e Robert E. scoprono che Anthony sta male, Michaela lo prende in cura e si rende conto di non avere risposte per spiegare cosa abbia il bambino: si tratta di una malattia sconosciuta, che non ha ancora delle cure prescrivibili. Grace è preoccupata: non vorrebbe attaccarsi tanto a un bambino sapendo di correre il rischio di perderlo, ma alla fine lei e Robert E. capiscono che adottare Anthony è la cosa giusta da fare.
- Curiosità:

A fine episodio, una nota degli autori spiega che la malattia sconosciuta di cui soffre Anthony è l'anemia falciforme.

## Stella di latta
- Titolo originale: Tin Star
- Diretto da: Jerry Jameson
- Scritto da: Andrew Lipsitz

### Trama
Quando in città iniziano a moltiplicarsi gli episodi violenti, i furti e le rapine, Matthew decide di proporsi come sceriffo. Anche Hank vorrebbe la stellina, così Jake propone di fare delle elezioni regolari. Dopo vari proclami di Hank, che afferma di voler difendere i suoi affari, Matthew spiega che vuole diventare sceriffo per proteggere tutta la cittadinanza, non solo gli imprenditori. Dopo le votazioni, gli scrutini rivelano che è stato proprio Matthew a vincere, e Michaela non è per niente contenta della cosa, anzi lo esorta a rinunciare per non rischiare la propria vita.
Intanto Brian ruba un trenino dall'Emporio per andare a una fiera con degli amici; viene esortato a rubare dal giovane Zachary, che vuole metterlo alla prova per permettergli di fare parte del suo gruppo. Ma quando Brian capisce che non vale la pena perdere la fiducia degli altri per degli amici che non sono realmente tali, decide di restituire il trenino al Signor Bray, che per premiarlo gli promette di portarlo alla fiera.
Sully, che non è d'accordo con la condotta di Matt, gli spiega che se porterà un'arma dovrà sempre essere pronto a usarla e sarà molto pericoloso per lui. Intanto il ragazzo imprigionato pochi giorni prima dopo una rapina al saloon, sostiene che i suoi fratelli andranno a liberarlo e uccideranno Matthew per farlo. Così il ragazzo gira armato anche la notte e, una sera, spara ad Horace per sbaglio. Curato l'amico, Matthew si rende conto che Sully aveva ragione: non si può girare armati e non lo farà più, ma per proteggere gli abitanti di Colorado Springs dovranno fare una legge che vieta di girare armati in città.
Durante il consiglio, Jake e Loren sono contrari alla legge, ma il Reverendo, Michaela e Horace votano positivamente e così la mozione passa. Matthew decide di prendere lezioni di autodifesa da Sully, esperto lottatore.
Dopo un primo rifiuto di Hank, anche il proprietario del saloon deve cedere la sua arma a Matthew. Così quando il fratello del prigioniero arriva in città a cercarlo, Matthew riesce a cacciarlo facendosi aiutare dal supporto di tutta la cittadinanza, e senza l'aiuto delle armi.

## Quando si ama
- Titolo originale: If you love someone...
- Diretto da: James Keach
- Scritto da: Melissa Rosenberg

### Trama
Matthew continua a vedere Emma, con la quale ama chiacchierare e passare del tempo. Anche la ragazza si diverte con Matt, e i due instaurano una bella amicizia. Ma questo sentimento diventa ben presto qualcosa di più, così Matthew inizia a chiedersi se sia il caso di intraprendere una relazione con una donna che lavora per Hank. In merito si confida con Sully e con Horace, che ha avuto un'esperienza simile con Myra. Da lui e dalla moglie ha la conferma che Myra è molto più felice da quando non lavora più al saloon. Nonostante ciò, Horace e Myra hanno dei problemi: la donna si sente infelice e quando Preston la invita a lavorare alla banca come contabile, lei vorrebbe accettare. Horace in un primo momento le nega il permesso, e i due si trovano a litigare; poi si confida con Sully e gli chiede cosa farà quando Michaela vorrà tornare a lavorare dopo la nascita del bambino. Lui risponde che gli spiacerebbe di più vedere sua moglie infelice. Così Horace fa gli auguri a Myra per il nuovo lavoro e i due fanno pace.
Intanto Matt invita Emma a cena dal Dr. Mike e dopo la serata, i due si baciano. Michaela li vede ed esorta Matthew a stare attento per non rimanere ferito, dato che Emma ha spiegato che non ha un contratto con Hank, ma lavora per lui solo per guadagnare ciò che le serve per coronare il suo sogno: aprire un negozio da sarta.
Matthew ed Emma litigano quando lui va al saloon e cerca di allontanarla da un cliente; lo stesso uomo, il giorno dopo si rivela essere pericoloso: ubriaco fradicio, estrae la pistola e spara nel saloon, rischiando di uccidere qualcuno. Con l'aiuto di Hank, Matthew riesce a stenderlo e lo arresta, ma Hank lo invita a stare lontano da Emma perché non vuole lasciarsela scappare.
Matthew ed Emma, però, sono molto vicini e anche Michaela deve ammetterlo quando vede la ragazza che cura teneramente il figlio.

## Cattive intenzioni
- Titolo originale: The Iceman Cometh
- Diretto da: Alan J. Levi
- Scritto da: Philip Gerson

### Trama
In città arrivano contemporaneamente un geometra di colore, Curtis Roper, e uno studente della scuola dove ha studiato Preston, Randolph Cummings. Quest'ultimo lo va a trovare annunciandogli che sta cercando investitori per un'impresa che si occupa di produrre congelatori. Preston è interessato a investire, ma vuole prima vedere un prototipo e documentarsi sulle credenziali di Randolph. Intanto la voce si sparge in paese e tutti decidono di comprare delle azioni da Randolph, anche il Curtis, che nel frattempo ha fatto amicizia con Grace e il figlio Anthony. Nel frattempo Colleen ha scoperto che frequentare la scuola di medicina dove ha studiato Michaela costerà molto caro, così decide a sua volta di comprare un'azione della ditta di Cummings. Intanto Michaela e il Reverendo partono per andare a fare delle visite mediche presso un orfanotrofio di Denver. Curtis e Randolph si incontrano di nascosto e parlano della truffa che stanno organizzando: sono dei professionisti che hanno già colpito in altre città. Quando Curtis chiede al socio di andarsene il giorno dopo, lui lo rasserena e dice che aspetteranno che sia il pesce più grosso a investire, ossia Preston. Il giorno dopo, giocando d'astuzia, i due riescono a convincere Preston a dare il suo 15% di investimento. Poche ore dopo, arriva col treno il prototipo di congelatore, e i cittadini capiscono subito di essere stati ingannati, visto che si tratta solo di un grande contenitore con dentro un blocco di ghiaccio! Legalmente Matthew spiega che non possono fare nulla e che non può inseguirli per arrestarli. Fortunatamente Sully ha l'idea di avvertire Michaela a Denver, così le fa mandare un telegramma. Quando lei e il Reverendo lo ricevono, ripagano i due truffatori con la loro stessa moneta: grazie al passato da ladruncolo del Reverendo, i due riescono a sottrarre i soldi ai fuggitivi per poi tornare in paese e restituire a il denaro a tutti coloro che avevano comprato delle azioni. In un momento in cui sembra di non potersi più fidare di nessuno, Loren per l'ennesima volta scopre la lealtà degli Cheyenne che lo riforniscono di granoturco rispettando i patti stabiliti e con una qualità della merce superiore a quella dei suoi vecchi fornitori.

## Vivo o morto (prima parte)
- Titolo originale: Dead or alive: Part 1
- Diretto da: Chuck Bowman
- Scritto da: Carl Binder

### Trama
La città freme per l'arrivo del politico Esra Leonard che lavora per il comitato che vuole rendere il Colorado uno stato che racchiuda anche i territori montani vicini alla città. Durante il comizio, mentre Leonard parla ai cittadini, il figlio Caleb si allontana per giocare. Incuriosito, Brian lo segue nei boschi e assiste al rapimento del ragazzo. Tornato in città a chiedere aiuto, porta Matthew e gli uomini presenti al comizio sul luogo del rapimento e lì incontrano "Vaga da Sola", la donna indiana di Noah McBride, un montanaro che fino ad allora era stato un eremita leggendario, ma innocuo. L'indiana riferisce che Leonard in quattro giorni dovrà recarsi a Cache Creek per consegnare il documento per il comitato al Senato dei territori e promettere di ritirarsi per sempre dall'attività politica. Se non lo farà, il ragazzo verrà ucciso. Leonard chiede la guida migliore per raggiungere Cache Creek e, ovviamente, tutti i cittadini suggeriscono di chiedere a Sully. Preston, però, cerca in tutti i modi di dissuadere l'amico politico dal prendere Sully come guida, invano. Un piccolo gruppo formato da Matthew, Sully, Leonard, Hank, Jake, Robert E. e Preston, parte alla volta di Cache Creek la mattina presto. Intanto, in città, Michaela inizia ad avere delle piccole emorragie e non se ne preoccupa più di tanto, convinta che siano normali perdite. Quando inizia a stare molto male, però, Colleen fa chiamare un dottore che la possa visitare. Purtroppo è il suo vecchio rivale, il dottor Cassidy, a raggiungerla per visitarla. La donna reagisce male e lo scaccia in malo modo, ignorando anche il suo invito a stare a letto per alcuni giorni e riposarsi. Tornata alla clinica, Michaela sta di nuovo male e Colleen fa chiamare nuovamente il dottore per aiutarla...
Intanto durante il viaggio alla ricerca di Caleb, Preston provoca terribilmente Sully, il quale cerca di non reagire mai; Leonard, invece, spiega a tutti il suo modo di pensare razzista e puramente moderno ed economico, volto al progresso e in totale ignoranza della bellezza dei territori del Colorado. Preston si manifesta abile pugile durante uno scontro "amichevole" con Hank; più tardi tocca Sully sull'unico tasto che potrebbe farlo infuriare, il Dr. Mike. Quando il banchiere inizia a fare commenti sulla moglie, Sully lo prende a pugni e gli dà una lezione. Allo scadere dei quattro giorni, il gruppo giunge alla consegna e Leonard decide di ignorare i consigli di Sully. Quando vede suo figlio nelle mani di "Vaga da Sola", l'aggredisce e le punta un'arma addosso, urlando a Caleb di scappare. Tuttavia McBride, nascosto fra gli alberi, inizia a sparare agli uomini e permette alla donna indiana di scappare di nuovo con Caleb. Matthew si avventura fra gli alberi e viene steso da McBride, che lo rapisce...

## Vivo o morto (seconda parte)
- Titolo originale: Dead or alive: Part 2
- Diretto da: James Keach
- Scritto da: Carl Binder

### Trama
Il gruppo corre all'inseguimento di McBride, nonostante Sully sia convinto di dover continuare a cercarlo da solo, per provare ancora una volta a risolvere la situazione senza spargimenti di sangue. Intanto McBride continua a fuggire con la sua donna "Vaga da Sola" e i due ragazzi rapiti, Caleb e Matthew. L'indiana cerca di convincerlo a scappare e lasciare andare gli ostaggi, ma McBride vuole continuare con la sua folle battaglia, e la convince che la proteggerà ad ogni costo. Durante il tragitto, Preston rimane ferito quando infila la gamba in una tagliola messa da McBride sul percorso: nonostante le cure di Jack, le ferite si infettano e lui rischia di morire. Intanto in paese Michaela è a riposo totale: Brian l'aiuta con le faccende domestiche, mentre Colleen viene schiavizzata dal Dottor Cassidy, che la sfrutta per pulire la clinica e non riesce ad andare oltre alle sue misogine idee riguardo alla medicina. Il dottore, però, riceve una lezione quando il Reverendo afferma di voler seguire il consiglio di Colleen e del dottor Mike e di non voler un intervento per togliere le tonsille, procedura considerata dalle due donne inutile e affrettata.
Durante l'inseguimento, gli uomini trovano il cadavere di "Vaga da sola", uccisa dal marito in un atto di follia. Quest'azione di McBride fa cambiare radicalmente il punto di vista di Sully, che si rende conto che con lui non si può più ragionare, perché ha perso la retta via. Durante la notte, quando gli altri dormono, si allontana da solo dal gruppo e decide di attaccare McBride per sorprenderlo. Il suo piano funziona e, durante la colluttazione, McBride viene ferito da un colpo di pistola e si trascina lontano per fuggire. Liberati Matthew e Caleb, Sully corre nuovamente all'inseguimento del montanaro e si confronta con lui, trovando il coraggio di non cedere alla collera. Tuttavia ci pensa Preston a dare a McBride "ciò che merita", sparandogli e uccidendolo, convinto di dimostrare così la sua forza e il suo valore. Poco dopo sviene in preda al dolore, e gli altri membri del gruppo vorrebbero abbandonarlo al suo destino; Sully invece, da uomo d'onore, decide di portare il banchiere insieme a Matthew e dargli una chance di sopravvivenza.
Tornati in città, Preston viene miracolosamente curato da Michaela e ha modo di ricevere la ricompensa messa in palio da Leonard per aver ucciso McBride; chiede a Sully come mai l'abbia salvato, e lui risponde che è inutile rispondergli se ancora non l'ha capito da solo. Michaela torna al lavoro, mantenendo a fatica la promessa di lavorare meno ore per salvaguardare la sua salute e quella del bambino. Durante la notte fa anche un sogno e prevede la nascita del figlio, sano e forte. Decide così di scusarsi con Sully per essersi stancata così tanto e promette che starà più tranquilla fino alla fine della gravidanza.

## Patto col diavolo
- Titolo originale: Deal with the devil
- Diretto da: Bobby Roth
- Scritto da: Nancy Bond

### Trama
Il Reverendo è in visibilio per l'imminente arrivo in città del suo mentore, il Reverendo Thomas. Preoccupato da cosa potrebbe pensare il suo maestro per le condizioni fatiscenti della chiesa, decide di effettuare dei lavori per ristrutturarla. Non avendo denaro a causa dei numerosi prestiti fatti ai cittadini nei mesi precedenti, si rivolge a Preston per ottenere un prestito, ma lui non glielo concede, non avendo il Reverendo alcuna garanzia da offrire. Nel frattempo Preston ed Hank si stanno confrontando perché entrambi hanno fretta di edificare un hotel: il banchiere vorrebbe comprare un terreno vicino alle sorgenti termali, mentre il proprietario del saloon è deciso a trovare un posto che si trovi nel centro della città. Quando si rende conto che il Reverendo è alla disperata ricerca di denaro, Hank capisce che può stipulare con lui un accordo per ottenere il terreno della chiesa: gli presterà i soldi, ma in cambio il religioso dovrà restituirglieli entro breve tempo, o Hank diventerà proprietario della Chiesa.
Intanto Brian scrive un articolo sulla ferrovia, vista la promessa di Dorothy di pubblicarlo sul Gazette per la festa del paese; Michaela, invece, è alle prese con il signor Edwin James, malato terminale a cui fa spesso visita col Reverendo. Mentre il Dr. Mike ha il compito di lenire il suo dolore con la morfina, il Reverendo cerca di fargli affrontare la morte sollevandolo dai peccati di una vita dissoluta. L'uomo riesce così a confessarsi e redimersi proprio alla fine dei suoi giorni. La donna è anche alle prese con la preparazione di un vestitino per il battesimo del nascituro, e così si dimentica di consegnare a Dorothy l'articolo di Brian, deludendo il figlio che sperava di apparire sul giornalino del paese. I due si spiegano subito e Michaela chiede scusa a Brian, spiegandogli che il suo articolo sul treno era bellissimo, mentre lei è "uscita dai binari".
Intanto il Reverendo inizia a ristrutturare la chiesa con l'aiuto di Sully, Matthew e altri paesani; tuttavia ogni volta che va dai suoi concittadini a chiedere di restituire i soldi prestati in passato, nessuno sembra disposto a rendere quanto ricevuto. Arrivata la scadenza del contratto, il Reverendo si ritrova disperato perché non è in grado di restituire il prestito a Hank, che diventa così proprietario della chiesa ed è pronto a farla diventare un hotel. Sconvolto e amareggiato, il Reverendo decide anche di lasciare Colorado Springs, sapendo di aver deluso terribilmente i suoi cittadini per aver venduto la Chiesa, simbolo della speranza del paese. Michaela si convince, anche grazie all'esperienza recente con Brian, che a tutti è concesso di commettere errori ogni tanto. Così il giorno dell'arrivo del Reverendo Thomas, raggiunge Hank alla chiesa e lo mette di fronte alla sua coscienza, portandolo a concedere più tempo al Reverendo per estinguere il debito. Tutti i cittadini si avvicinano al Reverendo chiedendogli di non andarsene, e l'uomo decide di rimanere, ottenendo anche l'approvazione del suo mentore, che gli conferma di essere diventato un ottimo uomo di fede.

## Occhio per occhio
- Titolo originale: Eye for an eye
- Diretto da: Gabrielle Beaumont
- Scritto da: Kathryn Ford

### Trama
Un uomo dall'aspetto poco rassicurante, Johnny Reed, arriva in città e si fa subito notare per dei graffi sul viso. Durante il pranzo al caffè di Grace, trova da ridire sulla cucina e impugna una pistola, costringendo Matthew e gli altri cittadini a bloccarlo con la forza per poi arrestarlo. Invece la piccola Rosemary Hart, compagna di scuola di Colleen e Brian, viene portata alla clinica dal Dr. Mike quando si comporta in modo strano, trascinandosi muta per il paese. Michaela scopre che la ragazza è stata vittima di una violenza sessuale, e la voce si sparge in fretta. Nel frattempo la signora Judith Logan porta in città il cadavere del marito, ucciso per una rapina finita male. Tutte le coincidenze portano a pensare che il colpevole sia Reed, e così Matthew fa chiamare un giudice perché l'uomo subisca un regolare processo. La condanna stabilita dal giudice è una sentenza di impiccagione, approvata da tutti i cittadini soprattutto dopo le continue battutine di Reed e la sua totale non volontà di pentirsi.
La sete di vendetta dei paesani cresce, fomentata anche dal fratello di Rosemary, Ben, convinto di voler linciare Reed per vendicarsi dell'uomo che l'ha "svergognata"; a essi deve contrapporsi il senso di giustizia di Matthew, che dapprima si trova a dover chiedere aiuto a Robert E., e in un secondo momento addirittura ad Hank. Mentre in città si costruisce il patibolo, si diffondono anche le discussioni per stabilire se la pena di morte sia giusta o meno. Colleen è molto sconvolta all'idea che Reed venga giustiziato, mentre Michaela, per una volta, sembra condividere la volontà dei suoi compaesani. Dopo alcune riflessioni con Sully, tuttavia, il dottore si ritrova a capire quale terribile atto dovrà commettere Matthew quando tirerà la leva per azionare il patibolo, e cerca di bloccarlo prima che lo possa fare. È Hank ad aiutare lo sceriffo a svolgere il suo compito, ma ciò non toglie dagli occhi del ragazzo l'orrore per il dovere che ha dovuto compiere.

## Cuore e cervello
- Titolo originale: Hearts and minds
- Diretto da: Terrence O'Hara
- Scritto da: Andrew Lipsitz

### Trama
Mentre Sully e Nube che corre cercano di diffondere le tradizioni indiane fra i bambini orfani della riserva, come il giovane "Cerca il sole", il governo stanzia dei fondi per la costruzione di scuole nelle riserve indiane dell'intera nazione. Il Reverendo Johnson si occupa dell'organizzazione della scuola nella riserva di Colorado Springs, chiedendo un aiuto anche a Michaela. Seguendo pedissequamente un manuale inviato dal Governo, però, il Reverendo inizia a violare le tradizioni indiane facendo tagliare i capelli ai bambini e portandoli a vestirsi come ragazzi bianchi. Nube che corre è poco convinto della direzione presa dal reverendo, e si trova ad estremizzare la sua posizione contraria all'iniziativa quando il reverendo tenta di inculcare in loro la religione cattolica. I piccoli indiani, ancora troppo giovani per comprendere le differenti culture, si trovano ad aspirare alla "salvezza cattolica" e arrivano addirittura a chiedere al Reverendo di battezzarli. I due arrivano allo scontro e il Reverendo non comprende la posizione di Nube che corre, chiedendosi dove abbia sbagliato.
Michaela e Sully, però, capiscono che si deve giungere a un compromesso e organizzano una scuola alternativa, durante la quale tutti i bambini possano raccontare i diversi miti delle origini narrati dalle rispettive tribù, e alla quale viene invitato anche il Reverendo, che narra così la storia della Genesi al pari livello di tutte le altre.
Intanto, in città, Dorothy vorrebbe ottenere da Preston un prestito per comprare il vecchio ufficio del telegrafo per ampliare finalmente la sua attività del Gazette, ma la strada si rivela difficile quando l'uomo non vuole saperne. Dopo averne parlato con Michaela, Dorothy capisce che deve convincere Preston parlando con lui di economia e investimenti, e così ottiene la sua attenzione e il suo rispetto. Dopo alcune trattative, la donna ottiene di diventare azionista del Gazette al 51%, mentre Preston avrà il 49% delle azioni.

## La visita
- Titolo originale: Reunion
- Diretto da: Gwen Arner
- Scritto da: Melissa Rosenberg

### Trama
La dottoressa Miriam Tilson, che era una compagna di Michaela al college, arriva a Colorado Springs per onorare la promessa che le due amiche si erano fatte anni prima di incontrarsi almeno una volta ogni dieci anni. Miriam racconta alla famiglia di Michaela di essere diventata capo-chirurgo in un ospedale di San Francisco e di lavorare con il marito. La sua presenza in paese fa rinascere un'antica rivalità fra le due, che erano entrambe ottime studentesse, ma molto diverse per la famiglia di origine: ricca e agiata per il Dr. Mike, umile e povera per Miriam, che studiava grazie alle borse di studio. Quando Becky inizia a soffrire di forti mal di pancia, Michaela è convinta che si tratti di un blocco intestinale, mentre Miriam la dissuade e diagnostica una semplice gastrite che inizia a curare con dello sciroppo. Tuttavia, pochi giorni dopo, la ragazza sta di nuovo male e Michaela cerca di convincere Miriam che si tratta di un'occlusione che va operata al più presto. Miriam coglie l'occasione per gettare fango addosso all'amica, accusandola di essere gelosa e di invidiare la sua posizione, e di voler primeggiare a tutti i costi come quando erano a scuola. In realtà è Miriam ad essere invidiosa, perché non è vero che esercita la professione ad alti livelli, anzi il marito, sposandola, l'aveva obbligata ad abbandonare la medicina. Le due riescono ad eseguire insieme l'intervento per salvare la vita di Becky, così Miriam tornerà a casa più consapevole delle proprie capacità.
Intanto Dorothy acquista alcune macchine per il nuovo "Gazette", ma si ritrova un po' in difficoltà quando si rende conto di non sapere usare il nuovo torchio. Dopo un po' di tentativi, però, la sua attività inizia a procedere per la strada giusta.

## La donna dell'anno
- Titolo originale: Woman of the year
- Diretto da: Gabrielle Beaumont
- Scritto da: Paul Stubenrauch

### Trama
A Colorado Springs arriva a sorpresa la nonna di Hank, Ilsa Lawsenstrom, alla quale lui ha sempre raccontato di essere il sarto di Colorado Springs e di essere sposato con Myra, nonché il padre di Samantha. La donna, che ha origini norvegesi, lo chiama Hans e si manifesta subito essere l'unica persona alla quale Hank tenga davvero. Così, per non deluderla, lui chiede a Myra di aiutarlo e di fingere di essere sua moglie. Nonostante le iniziali resistenze di Horace, la commedia viene inscenata fin dal principio ed Hank prende il posto del "vero" marito di Myra al telegrafo, spiegando alla nonna che ora lavora lì, e inizia a passeggiare con lei e Samantha al posto di Horace.
Insieme ad Ilsa, in città arriva anche Beatrice Cartwright, un'esaminatrice incaricata di intervistare le donne candidate per diventare "Donna dell'anno dei territori del Colorado". Ovviamente la candidata è Michaela, che prende subito sul serio la sua posizione e invita Beatrice a stare a casa sua mentre girerà in paese per farsi raccontare dai cittadini che tipo di donna il dottore sia. Beatrice intervista proprio tutti, rendendosi subito conto che la presenza di Michaela ha salvato la vita di molte persone (per le sue doti mediche), ma l'ha anche cambiata: è diventata una moglie, una madre, un'amica, una consigliera. La nonna di Hank, però, inizia ad accusare degli svenimenti che il Dr. Mike non riesce bene a spiegarsi e, Michaela quando chiede a Hank di fidarsi delle sue cure nonostante non abbia ancora capito cosa affligga Ilsa, lui l'accusa di rischiare la vita di sua nonna per non ammettere di non saper diagnosticare alcuna malattia, il tutto davanti a Beatrice. Anche se all'inizio Michaela non vuole ammetterlo, si rende conto che Hank ha ragione e capisce di aver sottovalutato la necessità di chiedere consiglio a un esperto per non mostrare una debolezza agli occhi di Beatrice e non perdere il premio di "donna dell'anno" a cui tutti i suoi cari tengono.
Horace pazienta finché riesce, ma poi sbotta quando vede Hank in camera sua con Myra mentre parlano della nonna Ilsa. Dopo averlo cacciato anche dal telegrafo, gli fa capire che se vuole davvero bene a sua nonna dovrebbe dirle la verità e ammettere i suoi errori. Hank gli dà ascolto e racconta tutto a Ilsa, spiegandole che in realtà lui è il proprietario del saloon e non è sposato con Myra, ma nonostante ciò ha un figlio, Zach, che è un artista e frequenta una scuola speciale. La nonna Ilsa capisce la posizione del nipote e accetta la verità senza pregiudizi, vedendosi poi regalare da Hank un disegno di Zach che potrà portare con sé in Norvegia. Michaela ammette di aver sbagliato davanti alla nonna e a Beatrice, e invita Ilsa ad andare a fare una visita da uno specialista con il quale si è messa in contatto e che le ha spiegato come far diminuire gli svenimenti. Beatrice apprezza il gesto di Michaela e le conferma che candiderà lei come "donna dell'anno": al contrario di quanto pensa Michaela, convinta di non esserne all'altezza, non ci sono altre donne che lavorano, si curano della famiglia, degli amici e della comunità come fa lei.
- Curiosità:

L'episodio è dedicato alla memoria dello sceneggiatore, Paul Stubenrauch.

## L'ultima chance
- Titolo originale: Last chance
- Diretto da: Gwen Arner
- Scritto da: Carl Binder

### Trama
Sully è preoccupato perché per tanto tempo ha ignorato la richiesta dello stato di gestire la riserva in modo più politicizzato, ossia facendo convertire gli indiani, vestendoli da bianchi, costruendo case e chiese. Quando il sovrintendente Hazen arriva alla riserva di Palmer Creek, trova molte lacune nel lavoro di Sully e gli fa notare che se non cambierà metodo potrebbe arrivare a decidere di sospenderlo dall'incarico e trovare qualcun altro. Quando scoppia una lite fra Nube che corre e il pony "Due lance", è proprio l'amico di Sully ad avere la peggio e a venire accoltellato. Il guerriero viene isolato per evitare altri guai, ma Sully ha l'occasione per fare capire a Hazen che la vera cosa di cui hanno bisogno alla riserva è una guarnigione più affidabile e che faccia rispettare meglio le regole per limitare gli scontri fra tribù nemiche. Nube che corre viene portato immediatamente da Michaela, che deve fare una trasfusione d'urgenza: ancora una volta, come nel caso di Loren, è Sully a fornire il suo sangue e a salvare l'amico indiano da una morte per dissanguamento.
Intanto, in paese, Emma viene picchiata da un cliente del saloon e viene portata alla clinica da Matthew, che la invita ancora una volta a lasciare il lavoro da Hank. Il ragazzo le rivela di amarla e la implora di smettere di prostituirsi. Emma, vista la violenza subita, decide di dargli ascolto e lascia Hank. Matthew e Brian l'aiutano a trovare un lavoro come sarta da Loren: i due divideranno i profitti a metà ed Emma cucirà vestiti per le donne di Colorado Springs.
Hazen comunica a Sully che avrà la sua nuova guarnigione e capisce che lui è un amico per gli indiani della riserva, ma lo invita a non farsi abbindolare troppo e a comportarsi da capo per le tribù, perché è lui che dà gli ordini e lui che ha il potere di dettare legge. Così, quando Sully prova a liberare di nuovo "Due lance", lo invita a calmarsi e ad evitare altre liti, se vuole rimanere nella riserva. Tuttavia "Due lance" si lascia andare di nuovo a comportamenti violenti, così Sully lo fa portare via da Palmer Creek.
Intanto Emma continua a stare male e ad avere perdite e, dopo una visita approfondita, Michaela scopre che la ragazza ha un tumore all'utero che fortunatamente è ancora in uno stadio precoce. In un primo momento Emma non vorrebbe farsi operare, perché sa quanto Matthew desideri avere una famiglia e dei bambini, e il Dr. Mike sarà costretta a toglierle l'utero per salvarla; ma lo sceriffo la spinge a fidarsi di Michaela e così Emma accetta l'operazione. Dopo averla subita riesce finalmente a confessare il suo amore a Matthew.
Mentre anche Nube che corre si riprende, Michaela si rende conto che finché sarà incinta sarà difficile continuare a lavorare alla clinica, perché sarà sempre più pesante per lei e per il bambino.
La nuova guarnigione arriva alla riserva ed è capitanata dal Sergente O'Connor, che lascia subito intendere che la disciplina d'ora in poi sarà rispettata, forse fin troppo.

## Paura!
- Titolo originale: Fear itself
- Diretto da: Chuck Bowman
- Scritto da: Philip Gerson

### Trama
In città arriva la gentile pittrice Isabelle Maynard, che fa subito amicizia con Brian, al quale fa delle lezioni di disegno. La donna, molto bella e raffinata, intriga subito gli uomini di Colorado Springs, ma è in particolare Preston a subire il suo fascino. I due iniziano a fare delle passeggiate, dei picnic e parlano delle loro città di origine e dell'hotel che Preston vuole costruire fuori città. Intanto, però, Michaela viene a sapere che Isabelle ha dei problemi con le mani e in seguito nota che non toglie mai i guanti. In un momento di crisi, Isabelle si sfila un guanto per verificare lo stato di alcuni eritemi sulla pelle, e Michaela si rende conto che deve avere qualcosa di grave. Così, consultando dei libri di medicina, scopre che Isabelle ha la lebbra. Parlandone con lei, Isabelle la invita a mantenere il riserbo e le chiede di consultare dei testi medici aggiornati: la lebbra non è contagiosa se non con un contatto fisico costante, e bisogna sfatare il mito che essa si trasmetta solo per via aerea. Per alcuni giorni le cose vanno bene, ma quando Horace riceve un telegramma dalla famiglia di Isabelle che la esorta a tornare a casa per essere isolata, Grace ricorda di aver visto un libro che parlava della lebbra nella clinica del Dr. Mike, e così tutti capiscono che Isabelle è malata di lebbra.
Il panico si diffonde in città e tutti chiedono che la donna parta immediatamente. Quando Preston scopre la verità, abbandona immediatamente il corteggiamento di Isabelle e la allontana come tutti gli altri. Persino Sully è preoccupato e si documenta con i testi medici di Michaela, scoprendo che non si conoscono gli effetti della malattia su bambini non ancora nati, così esorta la moglie a non curare Isabelle. Michaela cerca di convincere gli abitanti a lasciare che sia la donna a decidere se vuole partire o no e decide di curarla. L'unico che sembra ancora interessato a lei è Brian, che non solo le fa visita, ma arriva addirittura a toccarle la mano per farle capire che non ha paura di lei. Anche se Michaela prova a convincere Isabelle a restare, quando la donna si rende conto che persino Michaela sarà vista come un pericolo dalla cittadinanza perché vuole curare la sua malattia, decide di partire. Michaela parla a Loren, Grace e Myra, facendo capire a tutti che hanno sbagliato a trattarla così e anche Sully si rende conto che non hanno avuto alcuna pietà per una donna che voleva solo poter vivere la sua vita.

## Un solo popolo
- Titolo originale: One Nation
- Diretto da: Terrence O'Hara
- Scritto da: Julie Henderson

### Trama
I nuovi soldati alla riserva, capitanati dal Sergente O'Connor, pretendono che tutti gli indiani lavorino per costruire le nuove case. Nube che Corre cerca di far parlare le tribù tra di loro, ma è ancora difficile per i popoli andare d'accordo perché i vecchi asti non permettono la pace e la serenità. Quando i soldati agiscono di forza per spingerli a lavorare, alcuni indiani si ribellano. Un soldato ne insegue uno che sta scappando e mentre lottano parte un colpo del suo fucile che lo colpisce al ventre. L'unico a vedere ciò che accade è Nube che Corre, che cerca di convincere l'indiano coinvolto a non fuggire, ma senza successo. Quando i soldati vogliono sapere chi è stato, Nube che Corre confessa di essere stato lui a sparare. Mentre il soldato viene curato da Michaela, Nube che corre viene messo in isolamento. Sully, che è ancora al comando della riserva, obbliga O'Connor ad obbedire e chiede ai suoi capi di fare sì che gli indiani possano fare giustizia da soli, con un processo regolare. Nube che corre si ostina a dichiararsi colpevole, ma Sully è convinto che stia mentendo per coprire qualcuno. In questo modo l'indiano fa sì che le tribù si parlino e si rendano conto che lui è un uomo d'onore, un uomo di pace. Quando il soldato ferito muore, O'Connor chiede ed ottiene dai generali il permesso di prendere il comando alla riserva e viene dichiarato addirittura lo stato di guerra. Grazie a ciò, O'Connor ottiene che venga fatto un processo "bianco" e viene convocato un giudice da Matthew. Durante le deposizioni, Nube che corre ammette ancora una volta di avere sparato, poi finalmente rivela a Sully il suo intento: mettere la pace fra i popoli indiani, così come gli hanno indicato gli Spiriti.
Intanto Dorothy ha deciso di scrivere un editoriale per spiegare ai cittadini la sua versione del processo in modo obiettivo e imparziale, ma Preston la dissuade dal pubblicarlo se non vuole perdere i suoi finanziamenti per il "Gazette". Dorothy decide in modo equo e fa uscire comunque la copia del giornale, di modo che tutti possano leggerla e farsi un'opinione. La donna dissuade anche Preston dal mandarla in bancarotta, perché troverebbe comunque il modo di aprire un altro giornale, vista la sua tenacia.
Sully ragiona e trova il modo di salvare l'amico: avendo l'esercito dichiarato lo stato di guerra, tutte le vittime nemiche sarebbero definite come "vittime di guerra", e non come omicidi. Così deve valere anche al contrario e ogni soldato morto durante scontri con indiani, dovrebbe essere dichiarato "vittima di guerra". Con questa spiegazione, Sully convince il giudice a ritirare le accuse contro Nube che corre, per non dover essere la persona che porterà sul banco degli imputati anche i soldati americani che hanno ucciso degli indiani.
Quando il giudice rilascia Nube che corre, alla riserva tornano finalmente la pace e la serenità e le tribù sono finalmente pronte a convivere.

## Un bimbo in arrivo (prima parte)
- Titolo originale: When a Child Is Born: Part 1
- Diretto da: James Keach
- Scritto da: Carl Binder

### Trama
Mancano due settimane al parto di Michaela e arrivano da Boston la madre Elizabeth e le sorelle Rebecca e Marjorie. Quest'ultima ha superato la depressione dovuta al divorzio ed è entrata nel movimento femminista per il voto alle donne, ritrovando il coraggio e il desiderio di vivere. Insieme a loro arriva anche il Dr. Andrew Cook, neolaureato di Harvard e promettente anche se inesperto medico, il cui compito a detta di Elizabeth sarà assistere Michaela durante il parto. Il Dr. Mike è preoccupata che durante il parto possa succedere qualcosa di brutto, ma Sully la rassicura. Viene anche organizzata una festa per il bambino, durante la quale Michaela riceve diversi regali dalle amiche. Emma, intanto, inizia a lavorare da Loren come sarta, ma a causa del suo passato di prostituta nessuna donna vuole comprare vestiti da lei. Brian, invece, propone a Dorothy di scrivere una storia sulla nascita della figlia del Dr. Mike e di farle da assistente al "Gazette". Dorothy gli confessa che non può permettersi di pagarlo, ma Brian si dice disposto a collaborare con lei anche se sarà solo per divertimento. Preston nel frattempo organizza una festa per l'inizio della costruzione del suo hotel, lo "Springs Chateau", ma durante i festeggiamenti Horace inizia ad esternare ad alta voce le sue lamentele nei confronti del banchiere e della vita che conduce la moglie, che lavora per lui. Horace accusa Preston di essere un ladro, e mette in forte imbarazzo Myra. Hank gli chiede di lasciarla stare e lo scontro fra i due degenera in rissa che porterà i due coniugi a chiedersi se non sia il momento di discutere dei loro problemi. Intanto alla riserva il sergente O' Connor ottiene il permesso di spostare gli Cheyenne e gli Arapaho dalla riserva, in quanto in conflitto con gli Utah e i Pony. Sully, tuttavia, cerca di opporsi, in quanto ormai le tribù avevano trovato il modo di coabitare pacificamente, e ottiene una sospensione del provvedimento dal suo superiore Hazen. Quando raggiunge o' Connor e gli indiani, in viaggio per il trasferimento, il sergente non vuole eseguire l'ordine, combatte con Sully e lo ferisce. Gli indiani ne approfittano per scappare e Nube che Corre va a cercare l'aiuto di Michaela. La donna, intanto, è preoccupata perché Sully non torna da diverse ore. Dalla riserva giungono notizie della fuga degli indiani e del ferimento di Sully, così la città organizza una squadra di ricerca. Ma è nella notte che Nube che Corre va a cercare il Dr. Mike per portarla da Sully, che ha urgente bisogno delle sue cure...

## Un bimbo in arrivo (seconda parte)
- Titolo originale: When a Child Is Born: Part 2
- Diretto da: James Keach
- Scritto da: Carl Binder

### Trama
Michaela giunge da Sully con Nube che Corre, pronta a curargli le ferite. Il sergente O' Connor li trova, cattura Nube che Corre e lo porta alla nuova riserva, anche se Sully promette che la storia non finirà così. I due però non possono opporsi e devono tornare in paese senza l'indiano. In città tutte le donne sono preoccupate per la sparizione di Michaela, che ha lasciato un messaggio molto laconico in cui si limitava a dire che andava a cercare Sully. Viene così organizzata una nuova squadra di ricerca, condotta dalle donne e composta da Dorothy, Grace, Myra, Marjorie e Rebecca. Horace non vorrebbe che la moglie partisse, ma Myra dice che deve farlo per aiutare il Dr. Mike. Durante la loro assenza, Horace si ammala di calcoli e Andrew lo deve operare, vincendo la paura per la sua prima operazione da solo, durante la quale viene assistito mirabilmente da Colleen, con la quale sta nascendo una tenera amicizia.
Intanto nei boschi Michaela stecca in qualche modo la gamba di Sully, ma proprio mentre stanno tornando in città inizia il suo travaglio. Anche se in un primo momento i due pensano di tornare, a Michaela si rompono le acque e si trova costretta a partorire nel bosco, assistita solamente dal marito. Sully all'inizio è bloccato dalla paura, ma alla fine riesce a far nascere una bellissima bambina. Le squadre di ricerca tornano in città senza aver trovato nessuno e Myra si precipita da Horace, il quale le dice di essersi sentito solo al mondo mentre stava male e di avere questa sensazione ormai da molti mesi.
Anche Sully e Michaela rientrano e, per la gioia di tutti, presentano ai cittadini e alla loro famiglia la bambina, che hanno deciso di chiamare Katie. La bambina viene portata a casa e i suoi fratelli Matthew, Colleen e Brian si dimostrano subito molto teneri nei suoi confronti. Colleen, parlando anche a nome dei fratelli, chiama Sully "papà" e lo rende così molto orgoglioso.
Horace torna a casa dopo l'operazione, ma non riesce più a comunicare con la moglie; Myra pensa che un periodo di separazione farà loro bene e decide di partire per far visita a sua sorella a St. Louis. Emma e Matthew, invece, decidono di non affrettare troppo le cose fra loro e aspettare a sposarsi. Hank e Jake non sono molto contenti che Preston apra un hotel, così, su suggerimento di Marjorie, decidono di mettersi in affari e aprirne uno anche loro. Loren, invece, regala a Dorothy un'insegna per il giornale, che lei in quel momento desiderava ma non poteva permettersi. Brian si vede pubblicata la sua storia sulla nascita della sorella. Infine Sully comincia a scrivere al suo superiore per ottenere il ritorno di Nube che Corre alla riserva di Palmer Creek, ma O'Connor gli comunica che è stato licenziato.